# Бахтіяр (фільм, 1955)
«Бахтіяр», або «Улюблена пісня» (азерб. «Bəxtiyar») — азербайджанський радянський художній фільм 1955 року, знятий на Бакинській кіностудії.

## Сюжет
Герой фільму Бахтіяр Мурадов володіє прекрасним голосом і мріє стати нафтовиком, як і його батько. Він стає буровим майстром, а його кохана дівчина Саша Верховська їде до Москви вступати в геологорозвідувальний інститут. Суперник Бахтіяра — товстун Юсуф, їде разом з нею, мріючи присвятити себе торговій справі. Вже працюючи на нафтових промислах Бахтіяр потрапляє в руки директора клубу — шахрая Агабалова, який використовує його талант в своїх корисливих цілях. Під час одного зі своїх естрадних виступів Бахтіяр зриває голос і розуміє, що спів це не тільки талант, але й важка праця і вирішує поступати до консерваторії. Однак все складається таким чином, що співак не може не співати, торгаш не може не торгувати, а кохана не може забути коханого…

## У ролях
- Рашид Бейбутов — Бахтіяр Мурадов (озвучив Віктор Рождественський)
- Тамара Чернова — Саша Верховська
- Фаїк Мустафаєв — Юсіф
- Агасадих Герайбейлі — завідувач клубом Агабала Гусейнов
- Мамедрза Шейхзаманов — професор Теймур Раджабов
- Ісмаїл Ефендієв — Ісмаїлов
- Костянтин Мякішев — Дмитро Верховський (озвучив Яків Бєлєнький)
- Тетяна Пельтцер — тітка Наташа
- Лютфі Мамедбеков — епізод
- Мухліс Джанізаде — Карім
- Ісай Гуров — Петя
- Мінавар Калантарлі — Гюльзар Гусейнова
- Мамед Садиков — мир Гамід
- Ага Гусейн Джавадов — Рза
- Софа Басірзаде — епізод
- Сона Гаджиєва — Захра

## Знімальна група
- Режисер — Лятіф Сафаров
- Сценаристи — Борис Ласкін, Микола Рожков
- Оператор — Аріф Нариманбеков
- Композитор — Тофік Кулієв
- Художники — Джебраїл Азімов, Ельбей Рзакулієв